# James Eli Watson

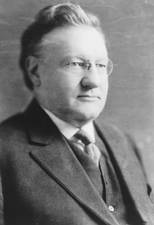
James Eli Watson

James Eli Watson (* 2. November 1864 in Winchester, Randolph County, Indiana; † 29. Juli 1948 in Washington, D.C.) war ein US-amerikanischer Politiker der Republikanischen Partei. Von 1895 bis 1897 und von 1899 bis 1909 saß er für den US-Bundesstaat Indiana im US-Repräsentantenhaus. Von 1916 bis 1933 vertrat er Indiana im US-Senat.

## Biographie
Watson wurde in der Kleinstadt Winchester im Westen von Indiana geboren. Er wuchs dort mit fünf Geschwistern auf. Sein Vater war Rechtsanwalt und ebenfalls Mitglied der Republikanischen Partei. 1876 begleitete Watson seinen Vater zur Republican National Convention, wo dieser als Delegierter teilnahm. Watson studierte Jura an der DePauw University. 1886 schloss er das Studium erfolgreich ab. Im gleichen Jahr wurde er als Rechtsanwalt zugelassen und praktizierte fortan in der Kanzlei seines Vaters.
In den 1880er Jahren machte Watson Wahlkampf für Republikanische Kandidaten im gesamten Staatsgebiet. 1893 zog er nach Rushville um. 1894 kandidierte er erfolgreich im vierten Wahlbezirk von Indiana für einen Sitz im US-Repräsentantenhaus. Bei der Wahl 1896 konnte er sich nicht durchsetzen und schied folglich wieder aus dem Kongress aus. Bereits 1898 gelang ihm wieder der Einzug ins US-Repräsentantenhaus, diesmal im sechsten Wahlbezirk von Indiana. Er wurde insgesamt vier Mal wiedergewählt und schied 1909 erneut aus dem Kongress aus, um als Gouverneur von Indiana zu kandidieren. Während seiner zweiten Amtszeit im Repräsentantenhaus war er enger Vertrauter von Joseph Gurney Cannon, dem Sprecher. Aufgrund seiner engen Beziehung mit Cannon gelang es Watson, Mitglied des einflussreichen Committee on Ways and Means zu werden. Ebenso half Cannon Watson Whip der republikanischen Fraktion zu werden, die dritthöchsten Position der Republikaner.
Bei der Wahl zum Gouverneur von Indiana 1908 unterlag er dem Demokraten Thomas Riley Marshall. Fortan war Watson als Rechtsanwalt in seiner eigenen Kanzlei in Rushville tätig. Aufgrund seiner Freundschaft mit Cannon nahm er auch weiterhin Einfluss auf Gesetze und schrieb sogar Reden für Cannon. 1916 kandidierte Watson für den Sitz im US-Senat von John W. Kern. Aufgrund einiger umstrittener Äußerungen von Watson gab es Differenzen bei den Republikanern in Indiana. Man konnte sich nicht entscheiden, welchen Kandidaten man offiziell unterstützen sollte. Dieses "Problem" löste sich dann durch den Tod von Benjamin F. Shively praktisch selbst. Watson trat bei der Wahl gegen den ernannten Thomas Taggart an und konnte sich durchsetzen. Watson legte bereits am 8. November 1916 den Amtseid und vollendete Shivelys Wahlperiode. Die Wiederwahl gelang Watson zwei Mal. Während seiner Amtszeit im Senat war Watson Majority Leader sowie Mitglied in den folgenden Ausschüssen: United States Senate Select Committee on Woman Suffrage (Vorsitzender von 1919 bis 1921), United States Senate Committee on Rules and Administration und United States Senate Committee on Commerce, Science and Transportation. Ebenso war er Vorsitzender der Republican Conference of the United States Senate. Bei den Kongresswahlen 1932 konnte er sich nicht behaupten und schied aus dem Senat aus.
Auch nach seinem Ausscheiden aus dem Senat hielt er weiterhin Kontakt zu seinen Parteifreunden in Washington, D.C. Dort war er fortan auch als Anwalt tätig. 1948 starb Watson im Alter von 83 Jahren in der Bundeshauptstadt. Er wurde auf dem Cedar Hill Cemetery in Suitland, Maryland beigesetzt. 
Watson hatte ein Sinn für prägnante Formeln, darunter “If you can't lick 'em, jine 'em”